# Страуд, Лес
Лес Страуд (англ. Les Stroud; род. 20 октября 1961, Мимико, Торонто, Онтарио, Канада) — канадский музыкант, кинорежиссёр и эксперт по выживанию, наиболее известен как создатель, сценарист, продюсер, режиссёр, оператор и ведущий телевизионной программы «Наука выживать». 
После короткой карьеры за кулисами в музыкальной индустрии, Лес Страуд стал гидом в дикой местности, инструктором по выживанию и музыкантом проживая в Хантсвилле, Онтарио. Страуд выпускал телевизионные передачи на тематику выживания для OLN, Discovery Channel, Science Channel и YTV.
Благодаря навыкам выживания, полученных от просмотра программ Страуда, несколько людей спаслись от смерти в пустыне.

## Биография
Родился 20 октября 1961 года в Мимико, Канада. Лес Страуд окончил среднюю школу Мимико в окрестностях Торонто. Также окончил программу искусств музыкальной индустрии (Music Industry Arts program) в колледже Фэншоу в Лондоне, Онтарио.
Лес Страуд в течение нескольких лет работал в Торонто на музыкальном канале MuchMusic, и как автор песен для группы New Regime, перед тем как поездка на каноэ в Тэмагами изменила его карьерный путь. В это же время также работал сборщиком мусора в Торонто.
В 1990 году Страуд стал гидом в Black Feather Wilderness Adventures, возглавляя экскурсии на каноэ по дикой местности Северного Онтарио. В это время он познакомился со своей будущей женой, фотографом Сью Джэймисон (Sue Jamison). Они поженились в 1994 году и вместе уехали в годичный медовый месяц в отдалённом районе провинциального парка Вабаками в Онтарио, который стал основой документального фильма Snowshoes and Solitude.

## Кино и телевидение
В 2001 году Лес выпустил два одночасовых шоу для специальных новостей для The Discovery Channel. Популярность этих серий породила мысль снимать передачу «Наука выживать». Страуд снял 23 эпизода шоу, которое начали транслировать в 2004 году. Страуд также написал и исполнил музыку главной темы «Наука выживать».
В 2006 году Страуд подготовил 90-минутный специальный документальный фильм о путешествии своей семьи. Лес Страуд принял участие в нескольких телевизионных шоу, в том числе на Late Late Show с Крейгом Фергюсоном, The View Show с Эллен ДеДженерес, и шоу Ларри Кинга.
Лес Страуд также создал эпизод шоу для канала Discovery «Я не должен был выжить» под названием «Потерянный в снегах», который шёл в первом сезоне передачи.
В 2010 году Лес Страуд был исполнительным продюсером сериала Survive This и Survive This 2 (YTV, Cartoon Network).

## Музыка
В дополнение к созданию фильмов о выживании, Лес Страуд также работал в музыкальной индустрии, как профессиональный музыкант. После окончания института Страуд работал и как помощник продюсера музыкального канала MuchMusic, а также руководитель производства музыкальных клипов для таких артистов, как Rush и Кори Харт.
Как это часто было показано в его шоу Наука выживать, Страуд считается отличным игроком на гармонике. Этот инструмент занимает видное место в его дебютном альбоме, в котором он играет блюз и традиционную народную музыку, акустическую музыку, которая отражает северный дух свободы и приключений.

## Награды
Страуд получил несколько наград как музыкант. Он выиграл «Лучшее акустическое / Народное исполнение», «Лучшее блюзовое исполнение" и награды на двух фестивалях Северной музыки в New Liskeard, Онтарио.
Документальный фильм Snowshoes and Solitude был назван лучшим документальным фильмом на фестивале Muskoka Film Festival и лучший фильм на кинофестивале Waterwalker Film Festival.
Страуд был номинирован на шесть наград Gemini за его работу над «Наукой выживать». В 2010 году Страуд и его съёмочная группа была номинирована за «лучшую детскую или молодежную программу» Survive This.